# 大阿爾拉基湖

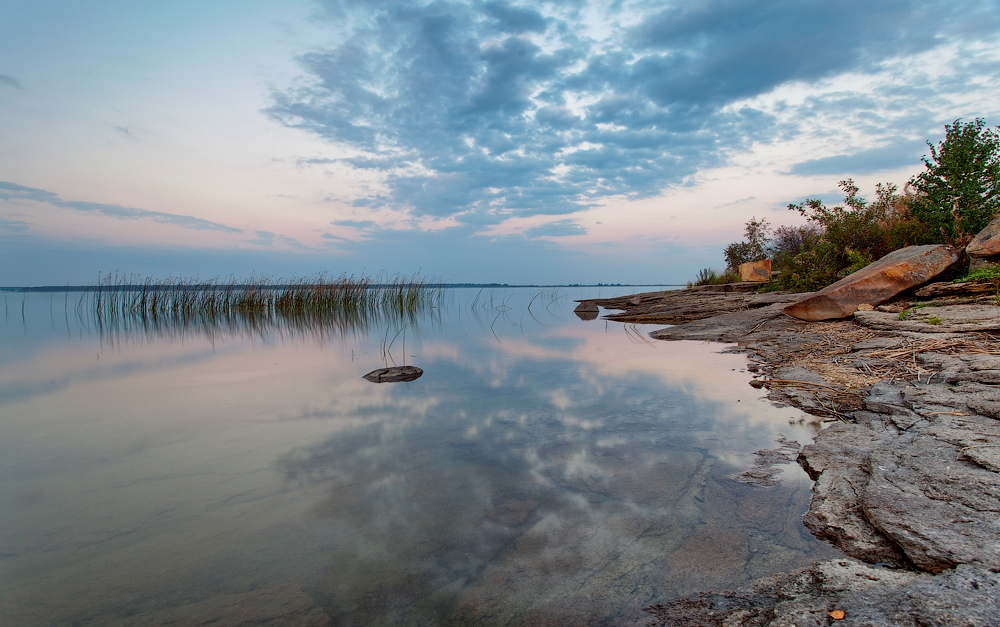

55°58′30″N 60°54′30″E / 55.97500°N 60.90833°E
大阿爾拉基湖（俄语：Большие Аллаки），是俄羅斯的湖泊，位於該國西南部車里雅賓斯克州，由卡斯利區負責管轄，面積8.27平方公里，海拔高度233米，集水區面積58.4平方公里，平均水深4.7米，最大水深7米。